# Мать (фильм, 2025)
«Мать» — художественный фильм-драма 2025 года режиссёра Теоны Стругар Митевски, её дебютная англоязычная полнометражная картина. Сценарий к фильму написан совместно Митевски, Гоце Смилевским и Эльмой Татарагичем и основан на четырёхсерийном мини-сериале «Тереза и Я», снятом в 2015 году. Главную роль исполнила Нуми Рапас, играющая албанско-индийскую католическую монахиню Мать Терезу, основавшую миссию милосердия в Калькутте.
Премьера фильма состоится на 82-м Венецианском кинофестивале в рамках программы «Горизонты».

## Сюжет
«Мать» представляет собой художественную интерпретацию семи дней жизни Матери Терезы, когда она решает покинуть монастырь в Калькутте, чтобы создать свою собственную религиозную общину.

## В ролях
- Нуми Рапас — Агнес / Мать Тереза
- Сильвия Хукс — сестра Агнешка
- Никола Ристановски — отец Фридрих, доверенное лицо Матери Терезы

## Производство
В феврале 2022 года стало известно, что Теона Стругар Митевски приступит к съёмкам своего седьмого фильма «Мать», посвящённого истории Матери Терезы. Это станет её первым англоязычным режиссёрским проектом. Проект был представлен во время Берлинского кинофестиваля Co-Production Market во время Европейского кинорынка в феврале 2022 года.
В мае 2024 года было объявлено, что главную роль исполнит Нуми Рапас. Актриса призналась, что привлекла её необычность подхода к образу Матери Терезы, охарактеризовав проект как «панковский». Основной этап съёмок проходил в Брюсселе и Калькутте, завершившись в ноябре 2024 года.
Премьера фильма состоится в 2025 году на 82-м Венецианском кинофестивале в рамках программы «Горизонты».